# Anonymous;Code
Anonymous;Code è una visual novel sviluppata da Mages e pubblicata nel 2022 per PlayStation 4 e Nintendo Switch. È il sesto titolo della serie Science Adventure.

## Trama
Anonymous;Code è ambientato nel 2037.

## Sviluppo
Annunciato nel 2016 per PlayStation 4 e PlayStation Vita, il gioco ha subito diversi rinvii.
Nel 2022 è stata confermata la distribuzione del gioco in America settentrionale e in Europa, oltre alla pubblicazione su Steam.